# Đuričkovići
Đuričkovići (en serbe cyrillique : Ђуричковићи) est un village du centre du Monténégro, dans la municipalité de Danilovgrad.

## Démographie

### Évolution historique de la population
| 1948 | 1953 | 1961 | 1971 | 1981 | 1991 | 2003 |
| ---- | ---- | ---- | ---- | ---- | ---- | ---- |
| 97   | 112  | 95   | 82   | 58   | 28   | 20   |